# 安浄寺 (花巻市)
安浄寺（あんじょうじ）は、岩手県花巻市桜木町にある真宗大谷派の仏教寺院。本尊は阿弥陀如来。

## 概要
宮沢賢治の父である宮澤政次郎が檀家総代を務めていたことがあった。1933年に死去した賢治の葬儀もここで執り行われたが、1951年に身照寺（日蓮宗）に改葬されている。

## アクセス
- 鉄道
  - 花巻駅から徒歩12分（0.9km）
- バス（岩手県交通）
  - 鍛治町バス停 徒歩2分
  - 如来堂前バス停 徒歩3分
  - 末広町バス停 徒歩4分